# Siedliczanie
Siedliczanie, Sedliczanie, Sedlcane – plemię zachodniosłowiańskie zamieszkujące dorzecze Ochrzy w Kotlinie Czeskiej (okolice Karlowych Warów).
Zaliczane do grupy plemion czeskich razem z plemionami: 
Pszowian, Zliczan, Litomierzycy, Dulebów, Łuczan, Deczan, Lemuzów.